# Iron Circus Comics
Iron Circus Comics est un éditeur américain de romans graphiques fondé en 2007 par Spike Trotman. Situé à Chicago, il est connu pour la publication de la collection d’anthologies et de romans graphiques pornographiques pour les femmes, ainsi que pour son utilisation novatrice de sites de financement participatif tels que KickStarter pour financer l’édition de romans graphiques, levant plus d’un million de dollars par ce biais au cours de sa première décennie,,.

## Historique
Trotman fonde la société en 2007 pour publier les éditions imprimées de son webcomic Templar, Arizona (en). En 2009, l'entreprise commence à utiliser Kickstarter, un service récent à l'époque, pour financer la publication de romans illustrés.
En 2012, Iron Circus publie Smut Peddlers, une anthologie de 340 pages de bandes dessinées érotiques créées par des femmes ou des équipes de création comprenant des femmes. Iron Circus finance la publication du livre par des dons et des précommandes de 80 000 $ par l'intermédiaire de Kickstarter. Un autre volume de Smut Peddler est publié en 2014. Iron Circus publie ensuite des romans graphiques et des anthologies thématiques présentant un contenu similaire sous la bannière « Smut Peddler Presents », notamment Yes, Roya de Emilee Denich, Mon petit-ami monstre et Sex Machine.
Iron Circus publie également des anthologies telles que Sleep of Reason, New World, Tim'rous Beastie et FTL Ya'll: Tales from the Age of the $ 200 Warp Drive, ainsi que des romans graphiques comme Les aventures moins qu'épiques de TJ et Amal de Brett Weaver (en), Lettres pour Lucardo de Noora Heikkilä, As the Crow Files de Melanie Gillman, Empereur de la chaîne alimentaire de David Malki, Crossplay de Niki Smith et Rice Boy de Evan Dahm.
En 2016, Iron Circus et Image Comics commencent à co-parrainer la subvention « Creators for Creators », un prix remis chaque année à un dessinateur indépendant, attribuant des fonds destinés à la production d'un roman graphique original,,.